# Переволочное (Воронежская область)
Переволо́чное — село в Калачеевском районе Воронежской области.
Входит в состав Хрещатовского сельского поселения.

## Этимология
Своё название село Переволочное получило вследствие того, что прибывающие люди перетаскивали свои пожитки волоком, переволакивали, отсюда и «Переволочное».

## История
В 1786 году Тоневицкий Алексей Иванович, недавно поселившийся в Старой Меловой, переехал в западном направлении на 12 вёрст в глубь степи. Он остановился у вершины балки, где начинался лес. Для обоснования на новом месте Алексей Иванович получил земельный участок около 30 десятин и 15 десятин леса урочища Высокого. Со временем усадьба Тоневицкого Алексея Ивановича ограждается деревянным забором. На её территории были возведены дом, хозяйственные постройки, ветряная мельница и кузница. Новое поселение в народе становится известным как «Косатое». Так оно называлось потому, что Алексей Иванович по национальному польскому обычаю носил длинные волосы, косы.
В 1795 году возле леса Каменного, там, где брал начало своё глубокий овраг, селятся две новые семьи: Гончаровы и Рублевы по прозвищу Горяивы, а затем поселяются Шапошниковы и Хижкины. Образовался ещё один хуторок, именовавшийся Горяевкой.
В 1803 году у вершины балки и леса Белогорского появился третий хутор, где обосновываются прибывшие из Белогорья: Семененковы и Набокины. Этот хутор впоследствии стали называть Третьяком, так как он заселён третьим по счёту.
В скором времени у развилки балок Россоховатого и Довгого возникает четвёртое поселение. Сюда приезжают из Старой Меловой Горбовы, Бондаревы, а вслед за ними несколько новых семей. Этот посёлок носил шуточное название: «Переволочный» потому, что прибывшие перетаскивали свои пожитки волоком.
Названные четыре поселения всё более и более разрастаются, сливаются в один населённый пункт. Назрела проблема выбора имени, названия села. Учитывая, что первым появился хутор «Косатый», логично было бы назвать «Косатым» и объединённый населенный пункт. Поэтому на общем сходе представителями хуторов разгорелся горячий спор. И так как четвёртый (Переволочный) хутор по численности населения был крупнее других, большинством голосов было принято решение именовать село впредь Переволочным. Жители Косатого и Белогорского десятков в жалобе губернатору просили назвать поселение «Косатым». Жалобу рассмотрели, а поселение велено было именовать: хутор Переволочное слободы Косатой. Так называлось поселение вплоть до 1918 г.; а с 1918 года, видимо, для сокращения стали называть одним словом — Переволочное.
В 2015 году состоялось официальное переименование села Перевалочное в село Переволочное.

## Физико-географические характеристики
Географическое положение
Расположено на левом берегу реки Дона. Находится приблизительно в 20 км от города Калач, в 215 — Воронеж, в 30 км от Федеральной автомобильной дороги М-4.
Рельеф и геологическое строение
Переволочное расположено на Калачской возвышенности, на юге Восточно-Европейской равнины. Характер местности степной. Высота над уровнем моря в самой высокой точке города находится в районе СТФ — 210 метров, а самая низкая в районе улица Гагарина — 161 метр.

## Население
| 2010 |
| ---- |
| 464  |

На 2010 год численность населения была 485 человек, с плотностью 121 чел./км² и насчитывалось 302 дома. На 2013 год количество человек стало меньше — 434 на 177 домовладений.

## Улицы
В селе 10 улиц:
- Восточная
- Гагарина
- Калинина
- Карла Маркса
- Ленина
- Октябрьская
- Первомайская
- Тельмана
- Чапаева
- Шевченко

На пересечении улиц Калинина и Первомайская сосредоточены объекты социальной и культурной значимости: школа, Дом культуры, почта, магазины, ФАП, церковь (1918 г.), храм Апостола Иоанна Богослова (1868 год).